# بورتيرديل (جورجيا)
بورتيرديل (بالإنجليزية: Porterdale, Georgia)‏ هي بلدة تقع في مقاطعة نيوتن، جورجيا بولاية جورجيا في الولايات المتحدة. تبلغ مساحتها 2.7 (كم²)، وترتفع عن سطح البحر 213 م، بلغ عدد سكانها 1429 نسمة في عام 2010 حسب إحصاء مكتب تعداد الولايات المتحدة وتصل الكثافة السكانية فيها 474.4 نسمة/كم2.

## أعلام
- رايموند مودي

## وصلات خارجية
- Porterdale, Georgia Website
- The US50 - Cities and Towns in Georgia State
- Georgia Cities and Towns, Facts, Map, Flag, Colleges, Government, and More